# Musafirkhana
Musafirkhana (hindi मुसाफिरखाना) – miasto w północnych Indiach w stanie Uttar Pradesh, na Nizinie Hindustańskiej.
Populacja miasta w 2001 roku wynosiła 7373 mieszkańców.